# LG 사이언스 홀
LG사이언스홀(LG Science Hall)은 LG가 1987년 국내 기업 최초로 설립한 과학관으로 세계의 미래를 이끌어갈 우리 청소년들이 과학의 꿈을 키우는 것을 돕기 위해 LG가 만든 ‘체험형 과학관’이다. 현재는 운영 종료하였으며, 서울 마곡에 LG디스커버리랩으로 새롭게 준비 중에 있다.

## 역사
“청소년들에게는 체험을 통한 과학 학습이 중요하다”는 구자경(具滋暻, 1925년 4월 24일 ~ 2019년 12월 14일) LG그룹 명예 회장의 신념에 따라 1987년 처음 세워졌다.

### 연혁
- 1987년 7월 연암사이언스홀 개관
- 1992년 6월 관람객 100만 명 돌파
- 1992년 8월 전국 학생과학 상상 그림 그리기 대회 개최(교육부 후원)
- 1994년 12월 구 전시물 서울과학관, 어린이 회관 등에 기증
- 1995년 4월 ‘LG사이언스홀’로 명칭 변경 및 전면 리뉴얼 재개관
- 1996년 6월 우리나라 최초의 민간기업 과학관으로 등록(과학기술부 등록 1호)
- 1996년 7월 전국 청소년 과학놀이 경연대회 개최(한국종합전시장)
- 1998년 5월 부산 LG청소년과학관(현 LG사이언스홀 부산) 개관
- 1999년 12월 제1회 LG생활과학아이디어 공모전 개최(~2021)
- 2001년 4월 서울시교육청 ‘현장 체험 학습기관’으로 지정
- 2001년 10월 LG사이언스홀 온라인예약제 실시
- 2002년 3월 초등학교 6학년 교과서 ‘LG사이언스홀 관람기’ 수록
- 2003년 8월 LG사이언스홀 주관 아인슈타인展 개최
- 2006년 4월 관람객 400만 명 돌파
- 2007년 2월 부산시교육청 ‘토요 체험교실 체험학습장’으로 지정
- 2008년 5월 ‘LG사이언스홀 부산’ 개관 10주년
- 2009년 7월 제1회 LG사랑의 영어과학 캠프 개최(~2021)
- 2009년 12월 대한민국 과학문화상 ‘기업부문’ 수상(장관상)
- 2011년 4월 관람객 500만 명 돌파
- 2011년 5월 LG사이언스홀 서울 전면 리뉴얼 재개관
- 2012년 1월 교육과학기술부 ‘교육기부기관’으로 지정
- 2012년 12월 LG사이언스홀 부산 ‘제 5회 부산 메세나 패’ 수상
- 2012년 12월 제1회 대한민국 교육기부 대상 수상(장관상)
- 2013년 12월 WEB AWARD KOREA 통합대상 수상(고객지원/서비스부문)
- 2016년 12월 LG사이언스홀 부산 ‘부산 매세나 패’ 3년 연속 수상
- 2017년 7월 개관 30주년
- 2017년 12월 LG사이언스홀 부산 ‘제10회 부산 메세나 탑’ 수상

## 전시
모든 전시 체험물들은 사이언스 커뮤니케이터의 설명과 함께 직접 보고 만지며 즐기는 과정에서 자연스럽게 생활 속 과학 원리를 학습할 수 있다.

### LG사이언스홀 서울
과학관의 전체 관람에 대해 안내를 해주는 원더 큐브, 인체에 관한 다양한 체험 학습을 할 수 있는 '바디 스토리(BODY STORY)',
유레카 서랍장이나 로봇 청소기 등 집에서 접할 수 있는 다양한 과학에 대해 설명하는 '하우스 스토리(HOUSE STORY)',
전기 자동차 등 도시 발달과 관련된 과학 체험 시설을 갖춘 '시티 스토리(CITY STORY)', 환경과 관련된 전시가 주축을 이루는 '어스 스토리(EARTH STORY)',
전문 연극배우들이 흥미로운 과학 실험 공연을 펼치는 '사이언스 드라마' 등 모두 여섯 곳의 체험 공간으로 구성되어 있다.
이외에 3D영상을 틀어주는 '3D영상관'이 갖춰져 있다.

### LG사이언스홀 부산
자연이 주는 다양한 친환경 에너지의 미래도시를 탐구하는 ‘친환경 에너지’,
과학수사대가 되어 용의자의 DNA를 분석하고 범인을 직접 찾아볼 수 있는 ‘기초생명과학’,
신약 개발과 원격진료 등 첨단 의학의 세계를 체험할 수 있는 ‘응용생명과학’,
재미있는 과학연극을 전문 연극배우와 함께 즐기며 직접 참여할 수 있는 ‘사이언스 드라마’,
예술과 상상력의 ‘디지털 세상’, 생동감 넘치는 ‘디지털 광장’, 편리함과 즐거움을 주는 다양한 로봇과 가상의 공간을 만나볼 수 있는 ‘로봇가상현실’,
3D 입체 안경으로 실감나는 영상을 즐기는 ‘3D영상관’ 등 8개의 테마로 구성되어 있다.
LG사이언스홀 부산은 전시장 체험 외에도 어린이들에게 과학을 더욱 즐겁게 체험할 기회를 제공하기 위해 LG Fun&Fun과학교실과 LG초등과학교실, 그리고 어린이영어과학여행 등을 운영하고 있다.